# Jaque continuo
El jaque continuo es un recurso utilizado para que una partida de ajedrez termine en tablas. Se produce cuando uno de los jugadores está en situación de dar jaque perpetuamente al rey adversario aunque no pueda dar jaque mate. El jugador adversario, al encontrarse en jaque, se ve obligado a repetir movimientos continuamente o a desplazar a su rey sin posibilidad de mover otras piezas.
Las tablas no se producen por repetir continuamente el jaque, sino que se producirían por la regla de la triple repetición de posición en el tablero o por la regla de los 50 movimientos.